# Bảo tàng Fujiko F. Fujio

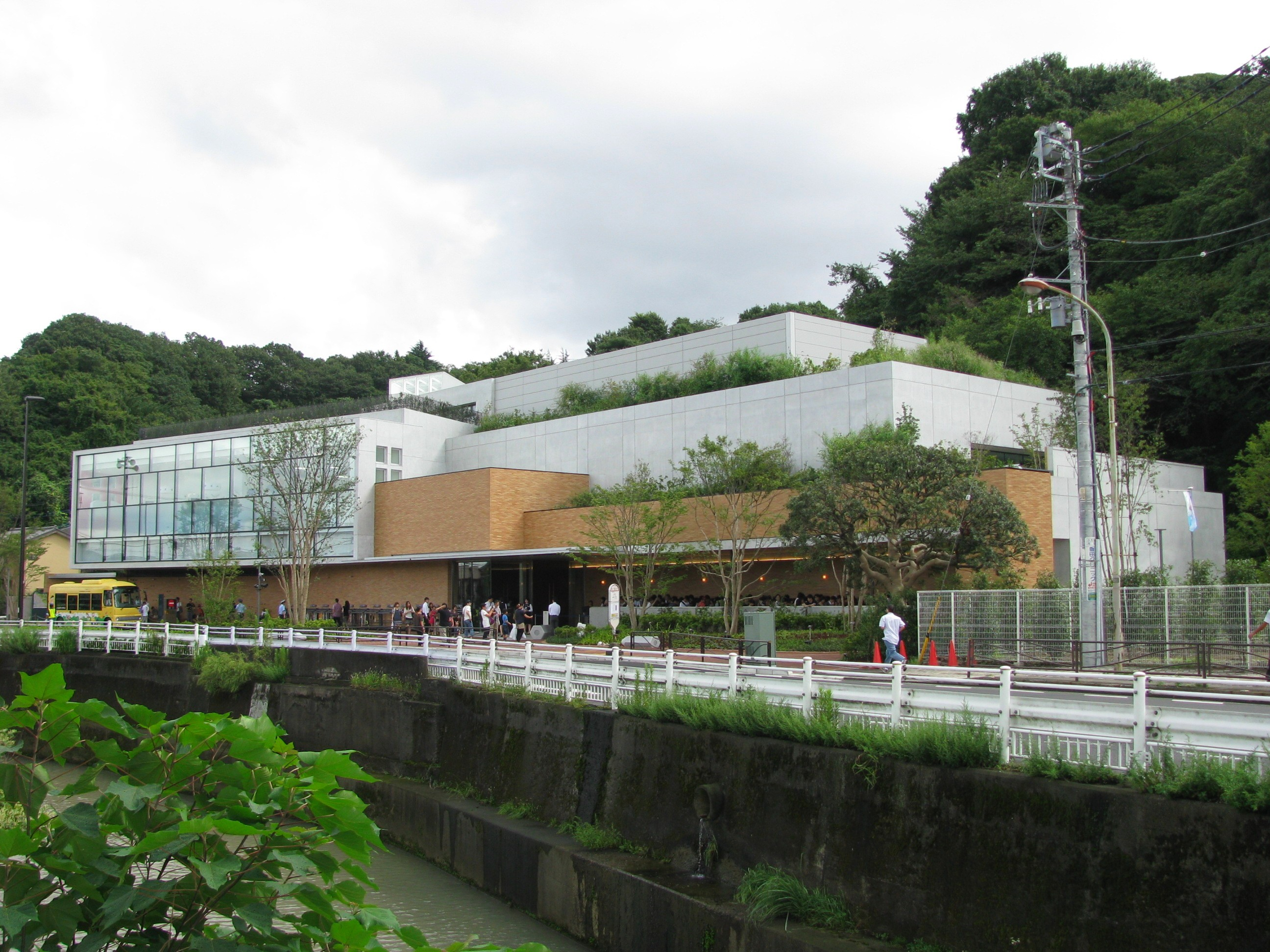
Mặt tiền Bảo tàng Fujiko F. Fujio.

Bảo tàng Fujiko F. Fujio (藤子・F・不二雄ミュージアム), với tên gọi không chính thức là Bảo tàng Doraemon, là bảo tàng nghệ thuật dành cho trẻ em ở ngoại ô Kawasaki, Kanagawa, Nhật Bản.
Fujiko F. Fujio là bút danh của tác giả, họa sĩ minh họa và là người tạo ra Doraemon.